# Awaria Facebooka w październiku 2021

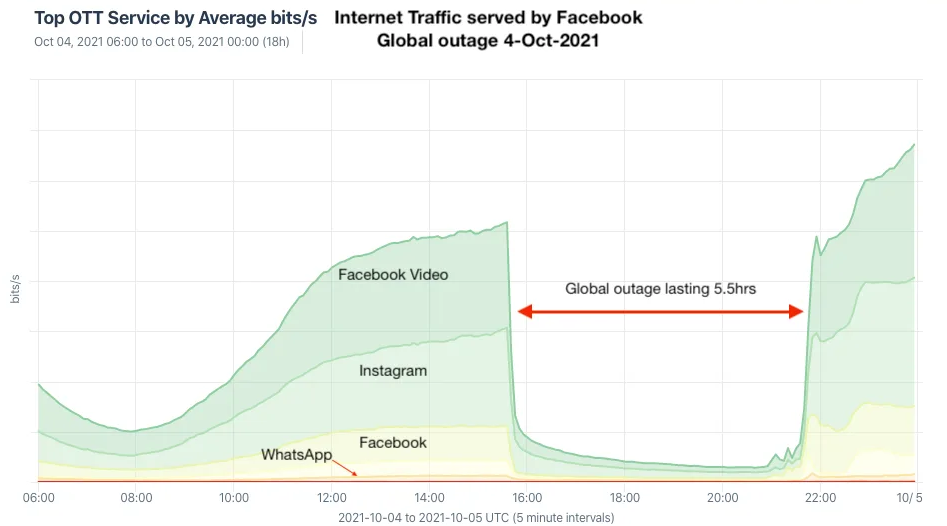
Wykres ruchu sieciowego w serwisach Facebooka, uwzględniający również okres awarii

Globalna awaria Facebooka zaczęła się 4 października 2021 roku około godziny 16.40, gdy zarówno Facebook, jak i podległe mu serwisy, tj. Facebook Messenger, Instagram, WhatsApp, Oculus oraz Mapillary, przestały działać. Awaria trwała przez około 6 do 7 godzin. Jej powodem było wycofanie tras adresów IP do serwerów DNS Facebooka rozgłaszanych przez protokół Border Gateway Protocol, co sprawiło, że usługi Facebooka były niedostępne. Po godzinie 23.00 tego samego dnia poinformowano o przywróceniu dostępu do serwisów.

## Skutki awarii

### Wewnętrzne
Awaria spowodowała odcięcie dostępu do wewnętrznych systemów – pracownicy nie byli w stanie wysyłać i odbierać e-maili. Problemy występowały również przy autoryzacji dostępu do Google Docs, czy też Zooma. Nie działały również karty dostępowe do budynków, oraz pokojów konferencyjnych. CNBC doniósł, że była to najgorsza awaria od 2008 roku, kiedy błąd w oprogramowaniu spowodował utratę dostępu do Facebooka na około 24 godziny.
Wartość akcji spadła o około 5%, zaś Mark Zuckerberg stracił 6 miliardów dolarów majątku. Redakcje magazynów Fortune oraz Snopes oszacowali straty z wpływów z reklam na przynajmniej 60 milionów dolarów.

### Wpływ na inne usługi
Google Public DNS oraz Cloudflare zwolniły w wyniku powstałej usterki – wysyłane były nadmiarowe żądania do serwerów DNS Facebooka. Użytkownicy Gmaila, TikToka oraz Snapchata doświadczyli również spowolnień w działaniu wyżej wymienionych usług. Awaria miała również wpływ na program Free Basics, obejmującego kraje rozwijające się. W serwisie Downdetector w przeciągu zaledwie kilkunastu minut odnotowano 29 tysięcy zgłoszeń z całej Polski.
Wielu internautów przeszło na konkurencyjne usługi, między innymi Twittera, Discorda, Signala oraz Telegrama.